# Associação de Municípios pela Independência

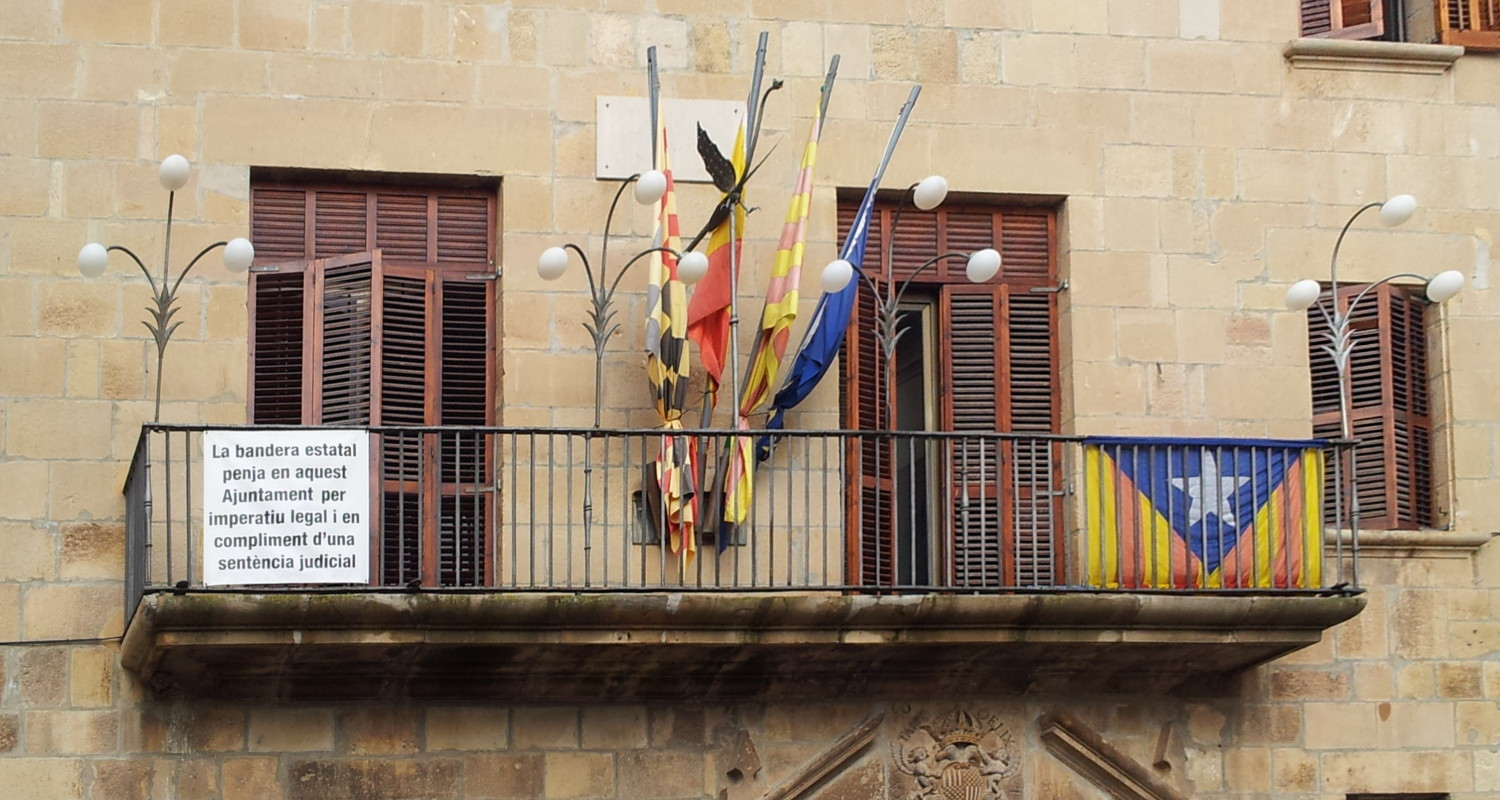

A Associação de Municípios pela Independência (Catalão: Associació de Municipis per la Independència)  é uma organização que agrupa diferentes entidades locais para defender a realização dos direitos nacionais de Catalunha com o objetivo de promover o exercício do direito à autodeterminação.

## Estatísticas
| Província | Pobl. Adherida | Pobl. Total | % Pobl. | Mun. Adheridos | Mun. Totais | % Mun. |
| --------- | -------------- | ----------- | ------- | -------------- | ----------- | ------ |
| Barcelona | 1.853.173      | 5.529.099   | 33,5 %  | 250            | 311         | 80,4 % |
| Girona    | 667.952        | 756.810     | 88,3 %  | 201            | 222         | 90,5 % |
| Lleida    | 273.131        | 442.308     | 61,8 %  | 186            | 231         | 80,5 % |
| Tarragona | 477.854        | 811.401     | 58,9 %  | 140            | 184         | 76,1 % |
| Catalunha | 3.272.110      | 7.539.618   | 43,4 %  | 777            | 948         | 82,0 % |

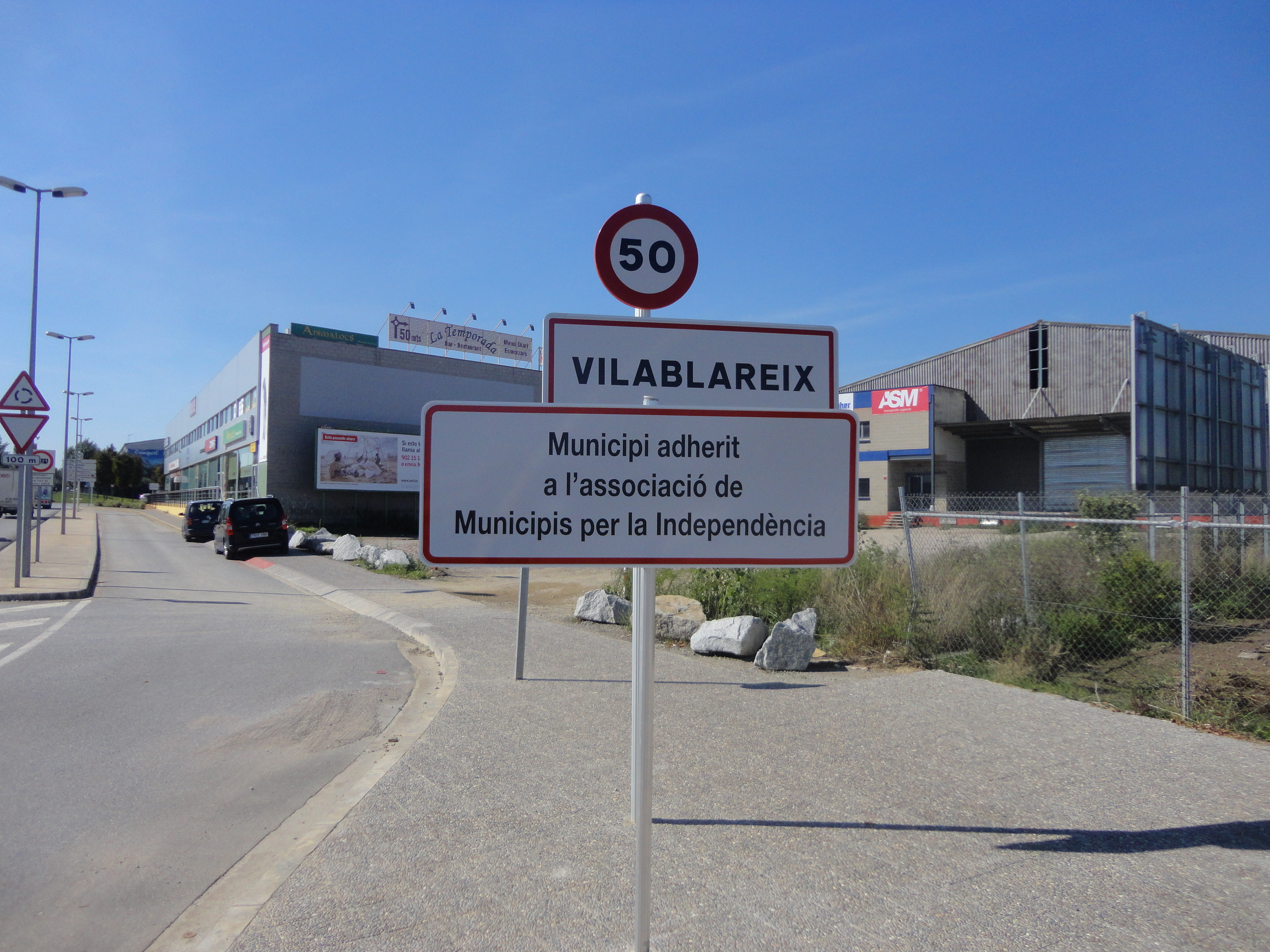
Entrada de Vilablareix com un cartaz anunciando a pertença à l'AMI

O 22 de outubro de 2012 formava parte da AMI o 63,8% do territorio (20.348,21 km2).